# Ideoblothrus kochalkai
Ideoblothrus kochalkai är en spindeldjursart som beskrevs av William B. Muchmore 1982. Ideoblothrus kochalkai ingår i släktet Ideoblothrus och familjen spinnklokrypare. Inga underarter finns listade i Catalogue of Life.